# Herb gminy Ciechanów
Herb gminy Ciechanów – symbol gminy Ciechanów, ustanowiony 5 grudnia 2005.

## Wygląd i symbolika
Herb przedstawia na tarczy w polu błękitnym złoty kłos zboża i złoty klucz, a pod nimi srebrną linię falistą. Klucz nawiązuje do herbu Ciechanowa, kłos zboża do rolniczego charakteru gminy, a linia falista do rzeki Łydyni.